# Oro: Opus Primum
Oro: Opus Primum è un album studio del gruppo musicale italiano Ufomammut, pubblicato nel 2012.

## Tracce
1. Empireum – 13:55
2. Aureum – 12:28
3. Infearnatural – 7:26
4. Magickon – 7:57
5. Midomine – 9:18

## Formazione
- Urlo - basso, tastiere, voce
- Poia - chitarra, tastiere
- Vita - batteria